# Saint-Maurice-sur-Eygues
Saint-Maurice-sur-Eygues là một xã thuộc tỉnh Drôme trong vùng Auvergne-Rhône-Alpes đông nam nước Pháp.